# 100-річчя випуску перших поштових марок України (монета)
«100-рі́ччя ви́пуску пе́рших пошто́вих ма́рок Украї́ни» — ювілейна монета номіналом 5 гривень, випущена Національним банком України, присвячена шагам — розмінному грошовому знаку Української Народної Республіки, що дорівнював 1/100 гривні та випускався у вигляді марок номіналом 10, 20, 30, 40, 50 шагів. Шаги попередньо задумувалися лише як поштові марки. Але за часів Центральної Ради в Україні відчувалася різка нестача дрібних розрахункових знаків, потреба в яких зростала місяць у місяць. На підставі закону Центральної Ради від 18 квітня 1918 року були випущені марки-шагівки, що вживалися замість монет, які зникли з обігу.
Монету введено в обіг 25 вересня 2018 року. Вона належить до серії «Інші монети».

## Опис монети та характеристики
| Номінал грн. | Метал      | Маса, г | Діаметр, мм | Якість виготовлення       | Гурт     | Тираж, штук |
| ------------ | ---------- | ------- | ----------- | ------------------------- | -------- | --- |
| 5            | нейзильбер | 16,54   | 35,0        | спеціальний анциркулейтед | рифлений | 45 000 (у тому числі 10 000 у наборах «Монети України 2018 рік», та 5 000 у буклетах від Укрпошти разом з марками) |

### Аверс
На аверсі монети розміщено: малий Державний Герб України, праворуч від якого написи «УКРАЇНА/2018», під якими відтворено фрагмент марки 30 шагів, ліворуч — номінал монети «5 ГРИВЕНЬ» (вертикальний напис) та написи: «1918», «ХОДИТЬ/НАРІВНІ/З ДЗВІНКОЮ/МОНЕТОЮ»; логотип Банкнотно-монетного двору Національного банку України (унизу).

### Реверс
На реверсі монети на дзеркальному тлі розміщено кольорове зображення марки 50 шагів (використано тамподрук) та написи: «ПЕРШІ ПОШТОВІ МАРКИ УКРАЇНСЬКОЇ НАРОДНОЇ РЕСПУБЛІКИ» (по колу), «100 РОКІВ» (унизу).

5000 монет було випущено у буклетах разом з марками Укрпошти
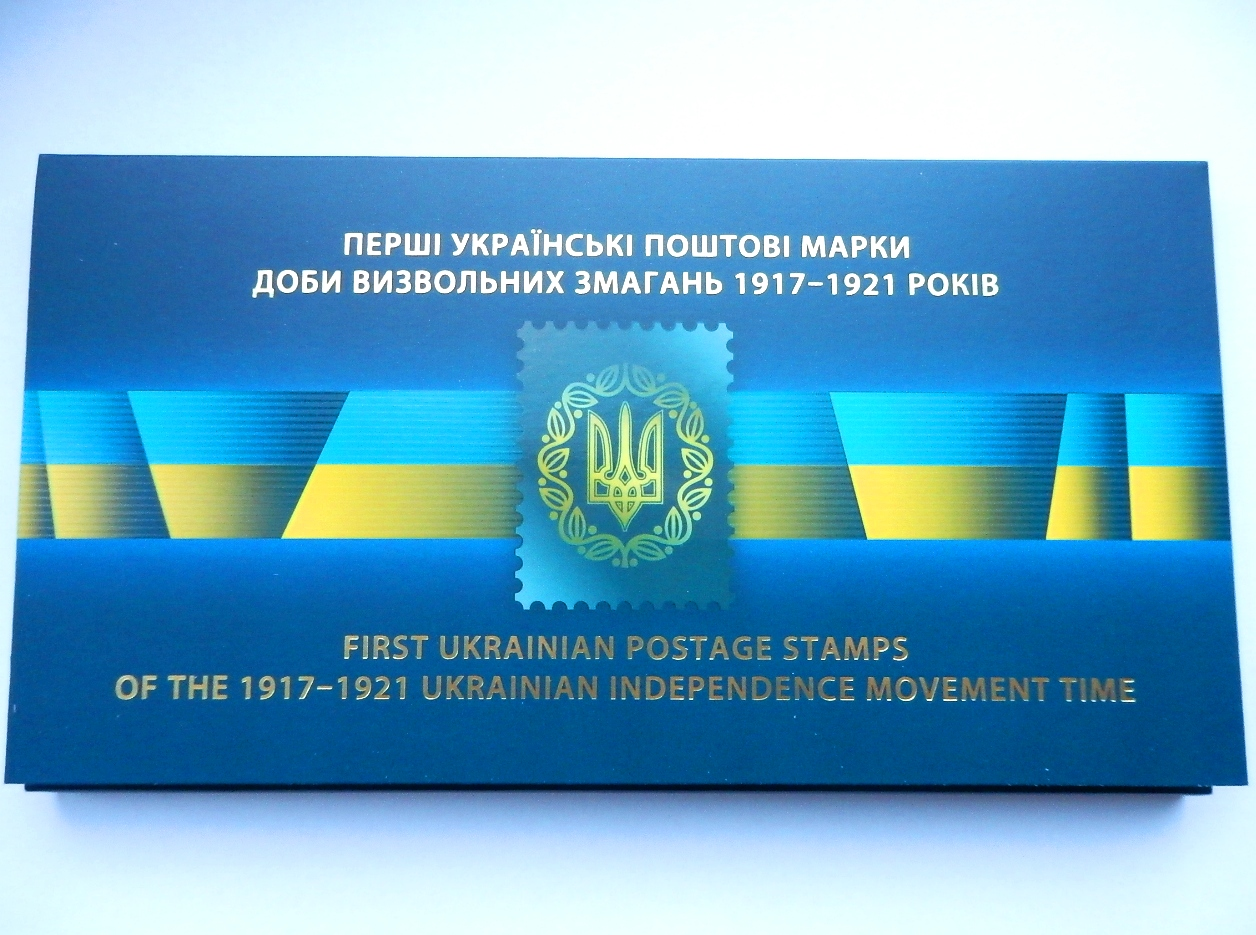
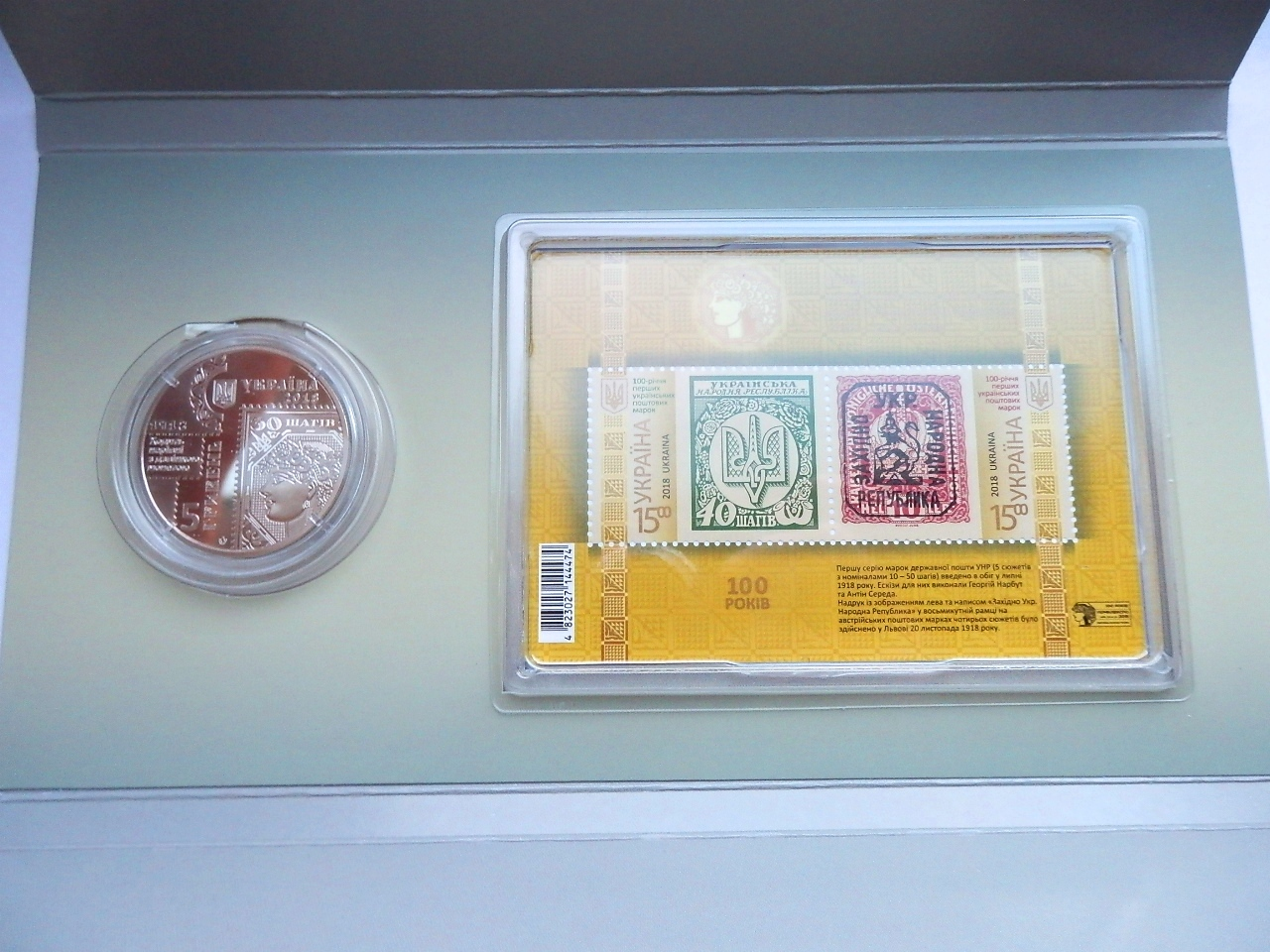
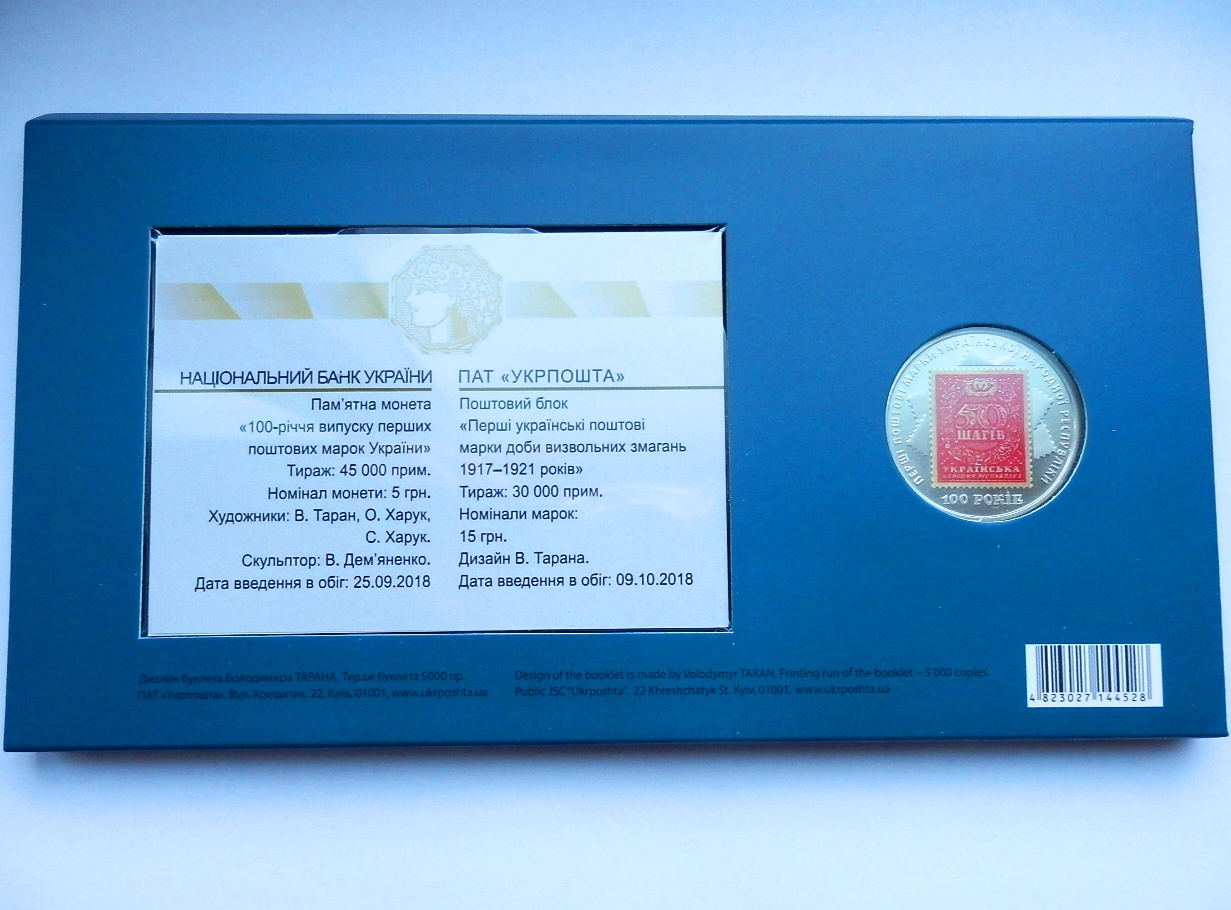

10000 монет увійшло до складу річного набору обігових монет

## Автори

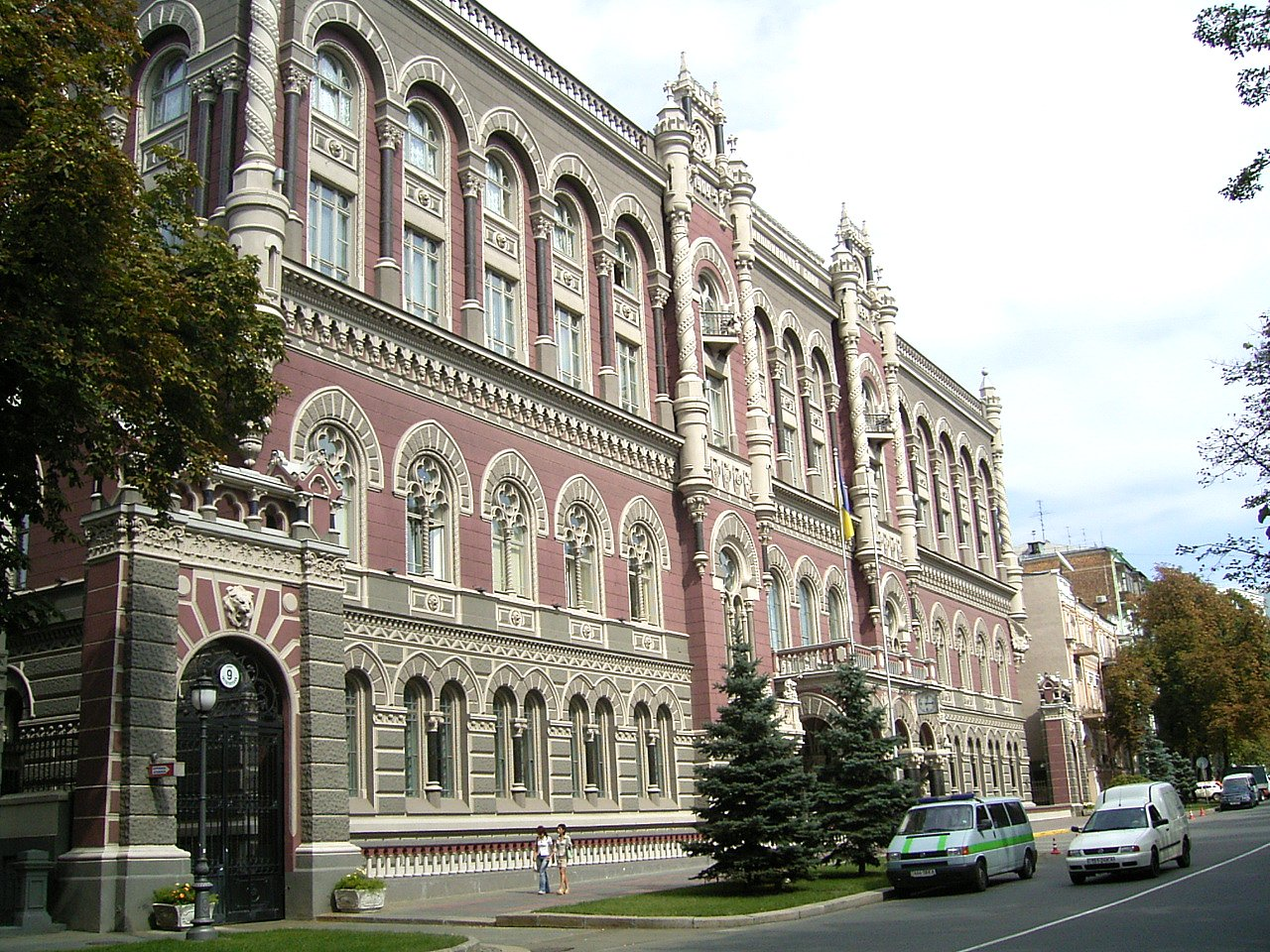
Будівля Національного банку України

- Художники: Таран Володимир, Харук Олександр, Харук Сергій.
- Скульптор — Дем'яненко Володимир.

## Вартість монети
Під час введення монети в обіг 2018 року, Національний банк України реалізовував монету через свої філії за ціною 61 гривня.
Фактична приблизна вартість монети, з роками змінювалася так:
| Рік        | 2019 | 2020 | 2021 | 2022 | 2023 | 2024 | 2025 |
| ---------- | ---- | ---- | ---- | ---- | ---- | ---- | ---- |
| Ціна, грн. | 105  | 110  | 135  | 200  | 500  | 520  | 940  |